# Giovani prede
Giovani prede (Mikres Afrodites) è un film del 1963 diretto da Nikos Koundouros su sceneggiatura di Vassilis Vassilikos e liberamente ispirato agli Amori di Dafne e Chloe dello scrittore greco Longo sofista (terzo secolo a.C.) e degli idilli di Teocrito (id.). Il titolo italiano non rende ragione dell'originale greco: Μικρές Αφροδίτες, (translitterato Mikres Afrodites) significa "la giovane Afrodite" e in un poster tratto da una foto di scena e venduto nella libreria Feltrinelli si leggeva "Venere bambina". Il film uscì in Italia nel 1968.

## Trama
Nel 200 a.C. un gruppo di pastori nomadi spinto dalla siccità  lascia l'altopiano per stabilirsi vicino a un villaggio di pescatori. Fra le due comunità c’è diffidenza: gli uomini sono fuori in mare e le donne del villaggio si nascondono. Le uniche a farsi vedere sono Arta, moglie di un pescatore, e Chloe, una sveglia ragazzina dodicenne. Skymnos, un pastorello, si avvicina a Chloe, che gira mezza nuda tra gli scogli della spiaggia. Tra i due adolescenti inizia il gioco della tentazione. Come dono di corteggiamento, Skymnos cattura un pellicano e lo offre in dono a Chloe. Nel frattempo Arta dopo aver inizialmente rifiutato le avances del pastore Tsakalos, si accoppia con lui in una grotta, osservati da Skymnos e e Chloe attraverso una fenditura della roccia. Quando alla fine i pastori decidono di spostarsi, Skymnos non vuole seguirli. Ma Lykas, un pastorello muto, trova Chloe e la violenta. Lei all’inizio resiste, poi cede alle sensazioni della sua prima esperienza. Skymnos è testimone della scena e – sconvolto – getta a mare il pellicano morto e si lascia annegare tra i flutti.
NOTE PRODUTTIVE e CRITICHE
Film essenziale, minimalista: la fotografia in B/N, lo scarno paesaggio e una sceneggiatura quasi priva di dialoghi propongono l’immagine di una Grecia arcaica, sia pur datata: Arta è conciata come una hyppie. Il film fu prodotto quasi a costo zero: nessuno fu pagato e molti degli attori erano realmente pastori, mentre Koundouros oltre che regista era anche il direttore della fotografia e sua madre aveva cucito i costumi.[1]. Il film fu proiettato durante la stagione 1963-1964 e fu un successo. In Italia il film uscì nel 1968 col titolo che sappiamo.
RICONOSCIMENTI
NOTE
1. (1) Τράπαλη, Βικτώρια (1 Ιουνίου 2013). «Backstage με το Νίκο Κούνδουρο». Aegina Light.